# Pouillon (Landes)
Pour les articles homonymes, voir Pouillon.
Pouillon (Polhon, en occitan) est une commune française du département des  Landes, dans la région Nouvelle-Aquitaine.
Le gentilé est Pouillonnais.

## Géographie

### Localisation
Elle se situe à une quinzaine de kilomètres au sud de Dax et à une dizaine de kilomètres au nord de l'autoroute française A64 Bayonne-Toulouse.

### Communes limitrophes
Les communes limitrophes sont Bénesse-lès-Dax, Cagnotte, Cauneille, Estibeaux, Gaas, Labatut, Mimbaste, Misson et Saugnac-et-Cambran.
| Bénesse-lès-Dax     | Saugnac-et-Cambran | Mimbaste  |
| Gaas                | Pouillon           | Estibeaux |
| Cagnotte, Cauneille | Labatut            | Misson    |

### Géologie
À la fin du XVIIIe siècle, Jacques-François de Borda d'Oro étudie la géologie de Pouillon. Il découvre dans ce sol argileux une quantité importante d'ophite, de gypse et de roches datant du mésozoïque.

### Hydrographie
Le Bassecq, affluent gauche du Luy, traverse les terres de la commune, ainsi que le petit Arrigan.

### Climat
Pour des articles plus généraux, voir Climat de la Nouvelle-Aquitaine et Climat des Landes.
Historiquement, la commune est exposée à un micro climat océanique basque.  
En 2020, Météo-France publie une typologie des climats de la France métropolitaine dans laquelle la commune est exposée à un climat océanique et est dans la région climatique  Pyrénées atlantiques, caractérisée par une pluviométrie élevée (>1 200 mm/an) en toutes saisons, des hiver très doux (7,5 °C en plaine) et des vents faibles.
Pour la période 1971-2000, la température annuelle moyenne est de 13,5 °C, avec une amplitude thermique annuelle de 13,8 °C. Le cumul annuel moyen de précipitations est de 1 253 mm, avec 12,4 jours de précipitations en janvier et 7,8 jours en juillet. Pour la période 1991-2020, la température moyenne annuelle observée sur la station météorologique la plus proche, située sur la commune de Dax à 12 km à vol d'oiseau, est de 14,5 °C et le cumul annuel moyen de précipitations est de 1 155,2 mm,. Pour l'avenir, les paramètres climatiques de la commune estimés pour 2050 selon différents scénarios d’émission de gaz à effet de serre sont consultables sur un site dédié publié par Météo-France en novembre 2022.

## Urbanisme

### Typologie
Au 1er janvier 2024, Pouillon est catégorisée commune rurale à habitat dispersé, selon la nouvelle grille communale de densité à sept niveaux définie par l'Insee en 2022.
Elle appartient à l'unité urbaine de Pouillon, une agglomération intra-départementale regroupant cinq  communes, dont elle est ville-centre,,. Par ailleurs la commune fait partie de l'aire d'attraction de Dax, dont elle est une commune de la couronne,. Cette aire, qui regroupe 60 communes, est catégorisée dans les aires de 50 000 à moins de 200 000 habitants,.

### Occupation des sols

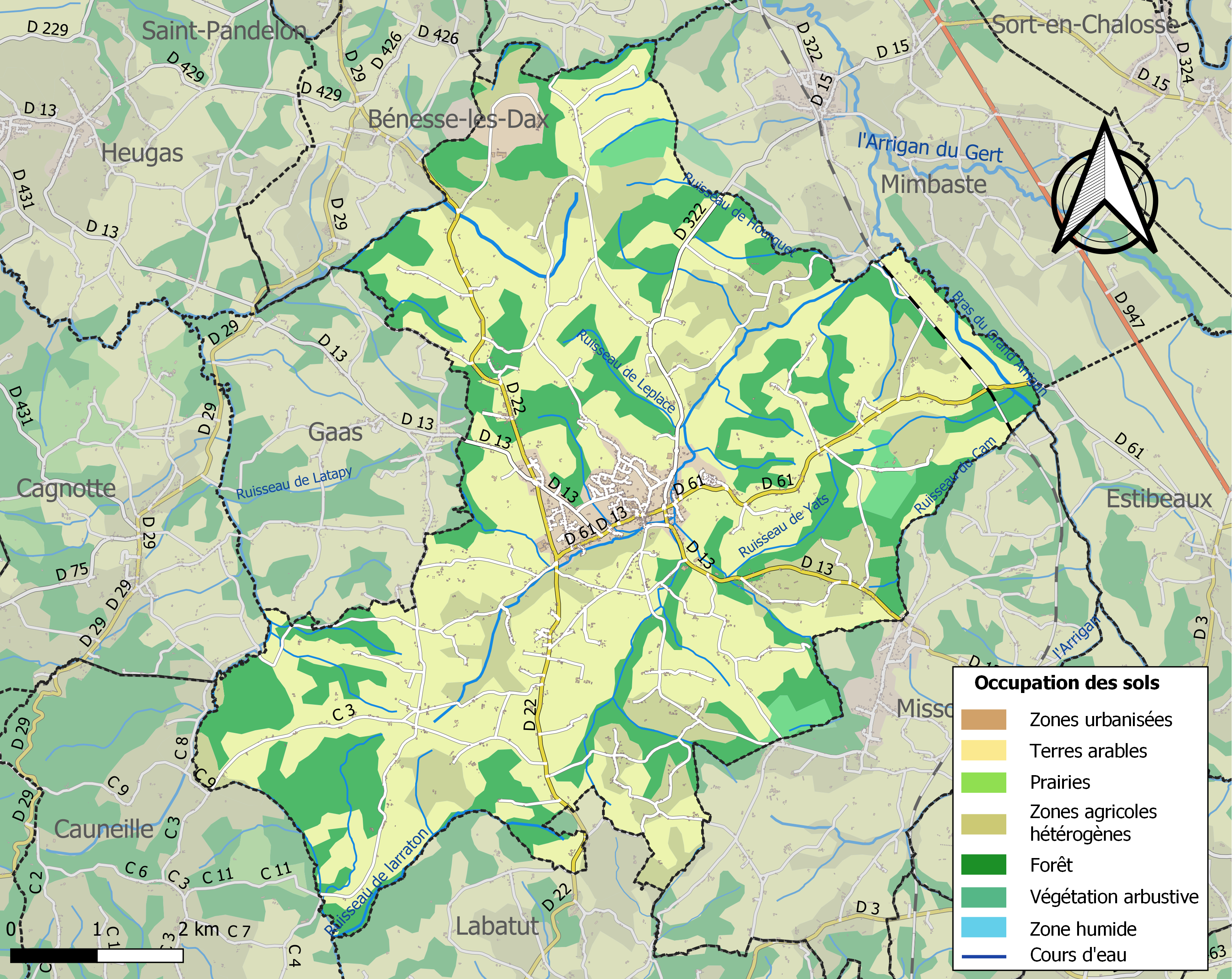
Carte des infrastructures et de l'occupation des sols de la commune en 2018 (CLC).

L'occupation des sols de la commune, telle qu'elle ressort de la base de données européenne d’occupation biophysique des sols Corine Land Cover (CLC), est marquée par l'importance des territoires agricoles (67,5 % en 2018), une proportion sensiblement équivalente à celle de 1990 (67,8 %). La répartition détaillée en 2018 est la suivante : terres arables (52,1 %), forêts (26,3 %), zones agricoles hétérogènes (15,4 %), zones urbanisées (3,4 %), milieux à végétation arbustive et/ou herbacée (1,9 %), mines, décharges et chantiers (0,9 %). L'évolution de l’occupation des sols de la commune et de ses infrastructures peut être observée sur les différentes représentations cartographiques du territoire : la carte de Cassini (XVIIIe siècle), la carte d'état-major (1820-1866) et les cartes ou photos aériennes de l'IGN pour la période actuelle (1950 à aujourd'hui).

### Voies de communication et transports
La commune n'est plus desservie par le réseau de bus départemental XL'R, après l'avoir été entre 2009 et 2013 grâce à la ligne de bassin 27, reliant Peyrehorade à Dax. Elle est située à 20 minutes en voiture ou taxi de Dax.

### Risques majeurs
Le territoire de la commune de Pouillon est vulnérable à différents aléas naturels : météorologiques (tempête, orage, neige, grand froid, canicule ou sécheresse), mouvements de terrains et séisme (sismicité modérée). Il est également exposé à un risque technologique,  le transport de matières dangereuses. Un site publié par le BRGM permet d'évaluer simplement et rapidement les risques d'un bien localisé soit par son adresse soit par le numéro de sa parcelle.

#### Risques naturels
Les mouvements de terrains susceptibles de se produire sur la commune sont des tassements différentiels.

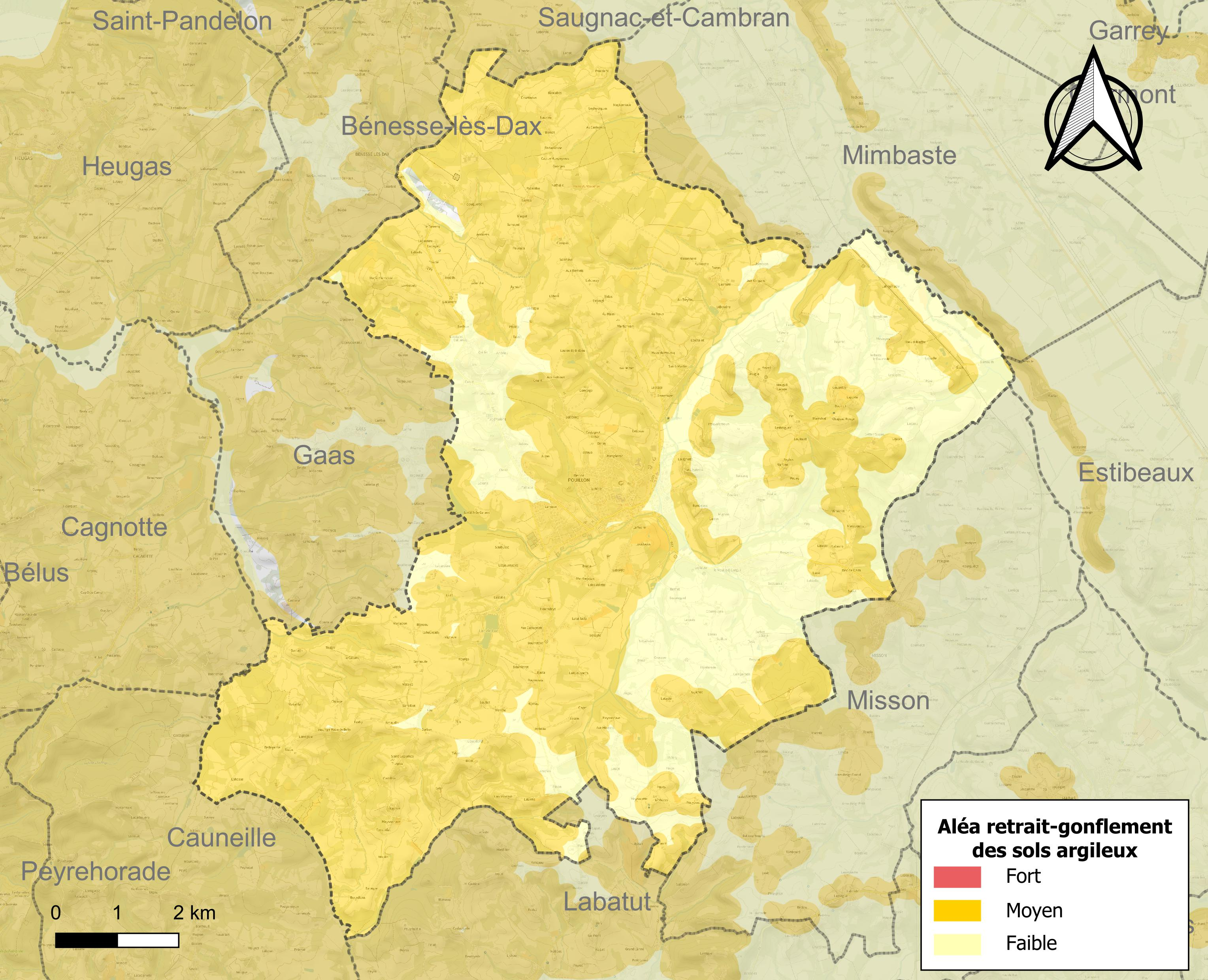
Carte des zones d'aléa retrait-gonflement des sols argileux de Pouillon.

Le retrait-gonflement des sols argileux est susceptible d'engendrer des dommages importants aux bâtiments en cas d’alternance de périodes de sécheresse et de pluie. 74,1 % de la superficie communale est en aléa moyen ou fort (19,2 % au niveau départemental et 48,5 % au niveau national). Sur les 1 440 bâtiments dénombrés sur la commune en 2019,  1 042 sont en aléa moyen ou fort, soit 72 %, à comparer aux 17 % au niveau départemental et 54 % au niveau national. Une cartographie de l'exposition du territoire national au retrait gonflement des sols argileux est disponible sur le site du BRGM,.
La commune a été reconnue en état de catastrophe naturelle au titre des dommages causés par les inondations et coulées de boue survenues en 1983, 1993, 1999, 2009, 2013 et 2018, par la sécheresse en 2003 et par des mouvements de terrain en 1983 et 1999.

#### Risques technologiques
Le risque de transport de matières dangereuses sur la commune est lié à sa traversée par une ou des infrastructures routières ou ferroviaires importantes ou la présence d'une canalisation de transport d'hydrocarbures. Un accident se produisant sur de telles infrastructures est susceptible d’avoir des effets graves sur les biens, les personnes ou l'environnement, selon la nature du matériau transporté. Des dispositions d’urbanisme peuvent être préconisées en conséquence.

## Toponymie
Son nom occitan gascon est Polhon.

## Histoire
Pouillon est un ancien vicus gallo-romain dressé en camp retranché. Le village fut bâti de chaque côté de la voie romaine reliant Bordeaux à Pampelune. La présence romaine dura cinq siècles.
La découverte d'outillages (pierres taillées) du Paléolithique sur le tuc de Benaruc prouve l'ancienneté de la présence humaine sur le village.
L'étymologie de Pouillon est diverse, deux thèses sont émises. L'une affirme que c'est un gallo-romain Pulio ou Pollion qui fonda le peuplement de Pouillon. L'autre provient du gascon pouy long, c’est-à-dire longue côte.
Pouillon vécut sous domination anglaise jusqu'en 1450-1451. Durant cette occupation, l'église fut fortifiée comme l'attestent les meurtrières et créneaux dans l'abside. Au XVIe siècle, lors des guerres de religion, l'église est incendiée.
Au XVIIe siècle, la source dite de Bidas aux vertus médicinales est appréciée jusqu'à la cour de Versailles.
Durant la Seconde Guerre mondiale en 1944, un maquis de cinquante hommes s'y organisa.
En 2024, le maire de Pouillon, Patrick Vilhem, est condamné à 2 ans de prison avec sursis et d'inéligibilité de deux ans pour agression sexuelle, harcèlement moral et harcèlement sexuel envers des agents municipaux et des personnes extérieures à la mairie.

## Politique et administration

### Liste des maires
| Période                                  | Période                  | Identité                 | Étiquette | Qualité |
| ---------------------------------------- | ------------------------ | ------------------------ | --------- | --- |
| août 1889                                | mai 1908                 | Auguste Marie Darmentier |           | |
| mai 1908                                 | décembre 1919            | Pierre Caliste Gayon     |           | |
| décembre 1919                            | juillet 1935             | Joseph Barrieu           |           | |
| août 1935                                | mars 1959                | Jean-François Gayon      |           | |
| mars 1959                                | mars 1983                | Alfred Longuefosse       |           | |
| mars 1983                                | mars 1989                | Michel Decla             |           | |
| mars 1989                                | mars 2014                | Yves Lahoun              | PCF       | Conseiller général du canton de Pouillon (2001-2015) puis Conseiller départemental du canton d'Orthe et Arrigans (2015-2021) |
| mars 2014                                | Novembre 2024            | Patrick Vilhem           | DVD       | Chef d'entreprise |
| ?                                        | En cours (au 21/07/2025) | Thierry Le Pichon        | DVD       | |
| Les données manquantes sont à compléter. |                          |                          |           | |

### Politique environnementale
Dans son palmarès 2024, le Conseil national de villes et villages fleuris de France a attribué trois fleurs à la commune.

### Jumelages
La commune est jumelée avec  Daroca (Espagne). Les conventions de jumelage ont été signées par les deux cités, le 5 août 1990 à Daroca et le 4 novembre 1990 à Pouillon.
Daroca, ville espagnole de l'Aragon, est située entre Saragosse et Teruel, non loin du terroir viticole de Cariñena. Elle présente un grand intérêt historique avec son passé romain, arabe, médiéval, ses nombreuses églises, ses tours et murailles caractéristiques.
Les échanges ont concerné les scolaires, les associations folkloriques (échassiers Lous Gaynuts de Pouillon et groupe de jota), les chorales à l'occasion des fêtes du Corpus Christi (Fête-Dieu), au mois de juin, à Daroca et de celles du 14-Juillet à Pouillon.

## Population et société

### Démographie

#### Évolution démographique
L'évolution du nombre d'habitants est connue à travers les recensements de la population effectués dans la commune depuis 1793. Pour les communes de moins de 10 000 habitants, une enquête de recensement portant sur toute la population est réalisée tous les cinq ans, les populations de référence des années intermédiaires étant quant à elles estimées par interpolation ou extrapolation. Pour la commune, le premier recensement exhaustif entrant dans le cadre du nouveau dispositif a été réalisé en 2006.

En 2022, la commune comptait 3 151 habitants, en évolution de +2,71 % par rapport à 2016 (Landes : +5,78 %, France hors Mayotte : +2,11 %).
| 1793  | 1800  | 1806  | 1821  | 1831  | 1836  | 1841  | 1846  | 1851  |
| ----- | ----- | ----- | ----- | ----- | ----- | ----- | ----- | ----- |
| 3 940 | 2 718 | 3 060 | 3 114 | 3 136 | 3 135 | 3 163 | 3 360 | 3 460 |

| 1856  | 1861  | 1866  | 1872  | 1876  | 1881  | 1886  | 1891  | 1896  |
| ----- | ----- | ----- | ----- | ----- | ----- | ----- | ----- | ----- |
| 3 505 | 3 540 | 3 524 | 3 302 | 3 443 | 3 387 | 3 195 | 3 200 | 3 336 |

| 1901  | 1906  | 1911  | 1921  | 1926  | 1931  | 1936  | 1946  | 1954  |
| ----- | ----- | ----- | ----- | ----- | ----- | ----- | ----- | ----- |
| 3 342 | 3 284 | 3 324 | 3 023 | 3 014 | 3 006 | 3 009 | 2 795 | 2 603 |

| 1962  | 1968  | 1975  | 1982  | 1990  | 1999  | 2006  | 2011  | 2016  |
| ----- | ----- | ----- | ----- | ----- | ----- | ----- | ----- | ----- |
| 2 502 | 2 450 | 2 425 | 2 477 | 2 596 | 2 685 | 2 746 | 2 913 | 3 068 |

| 2021  | 2022  | - | - | - | - | - | - | - |
| ----- | ----- | - | - | - | - | - | - | - |
| 3 128 | 3 151 | - | - | - | - | - | - | - |

#### Pyramide des âges
La population de la commune est relativement âgée.
En 2018, le taux de personnes d'un âge inférieur à 30 ans s'élève à 28,8 %, soit en dessous de la moyenne départementale (29,2 %). À l'inverse, le taux de personnes d'âge supérieur à 60 ans est de 34,0 % la même année, alors qu'il est de 32,1 % au niveau départemental.
En 2018, la commune comptait 1 502 hommes pour 1 579 femmes, soit un taux de 51,25 % de femmes, légèrement inférieur au taux départemental (51,52 %).
Les pyramides des âges de la commune et du département s'établissent comme suit.
| Hommes | Classe d’âge | Femmes |
| ------ | ------------ | ------ |
| 1,2    | 90 ou +      | 3,4    |
| 9,9    | 75-89 ans    | 13,6   |
| 19,5   | 60-74 ans    | 20,3   |
| 24,4   | 45-59 ans    | 22,1   |
| 13,9   | 30-44 ans    | 14,2   |
| 13,5   | 15-29 ans    | 11,5   |
| 17,6   | 0-14 ans     | 14,9   |

| Hommes | Classe d’âge | Femmes |
| ------ | ------------ | ------ |
| 0,9    | 90 ou +      | 2,3    |
| 9      | 75-89 ans    | 11,5   |
| 20,6   | 60-74 ans    | 21,6   |
| 21,5   | 45-59 ans    | 20,7   |
| 17,4   | 30-44 ans    | 17,1   |
| 14,2   | 15-29 ans    | 12,1   |
| 16,4   | 0-14 ans     | 14,6   |

### Enseignement
L'éducation est assurée sur la commune de Pouillon par l'école élémentaire publique et l'école primaire privée jusqu'au collège.

## Économie
En 2011, un projet de stockage de gaz naturel en cavités salines était envisagé par EDF sur le territoire de la commune.

## Culture locale et patrimoine

### Lieux et monuments
- Château Garanx.
- Château de Lamothe.
- Château de Saint-Martin.
- Château Sordet.

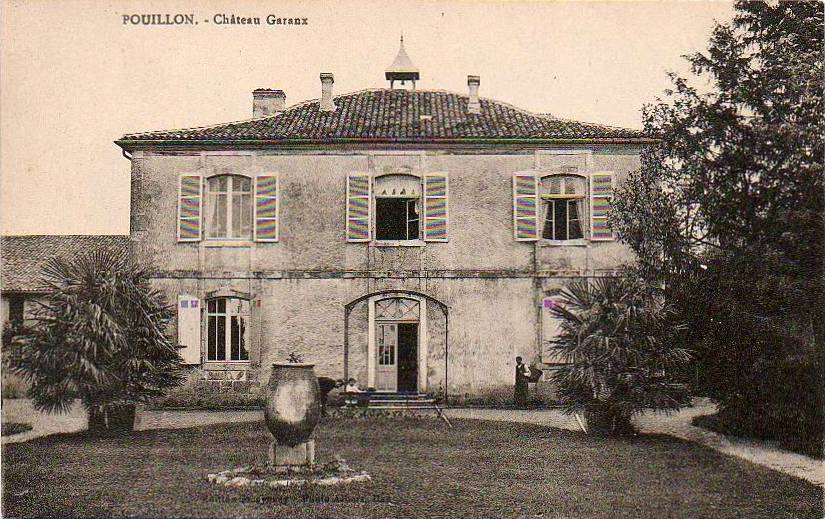
Château Garanx.
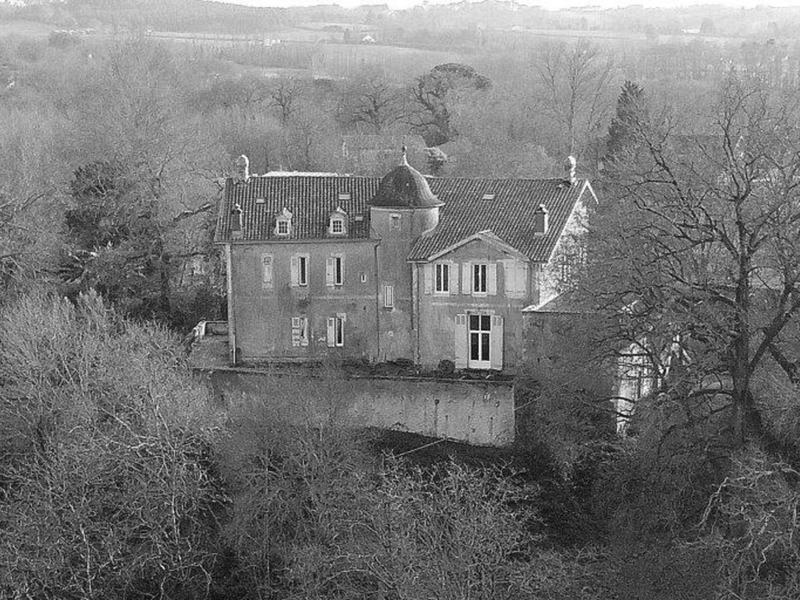
Château de Lamothe.
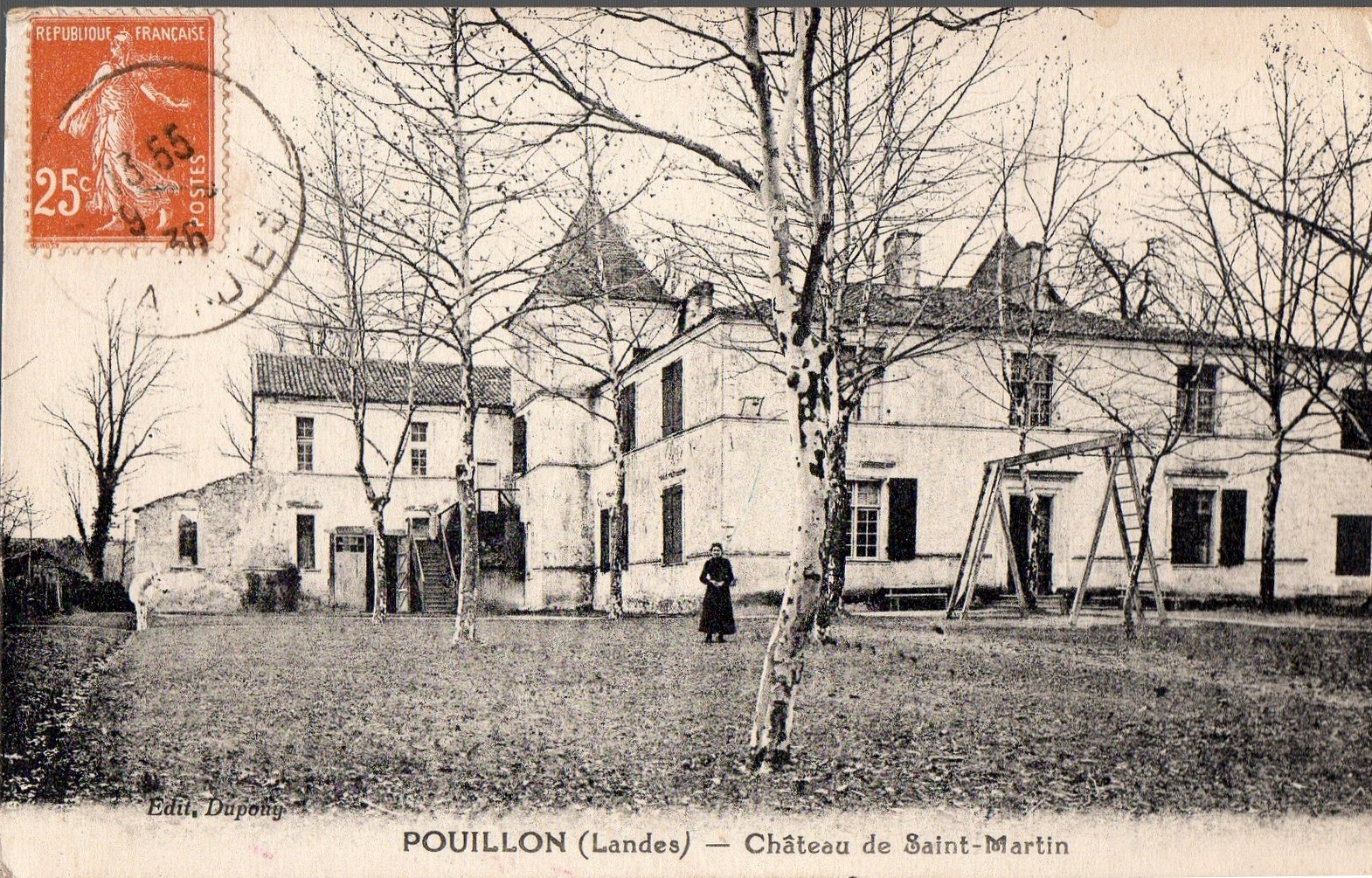
Château de Saint-Martin.
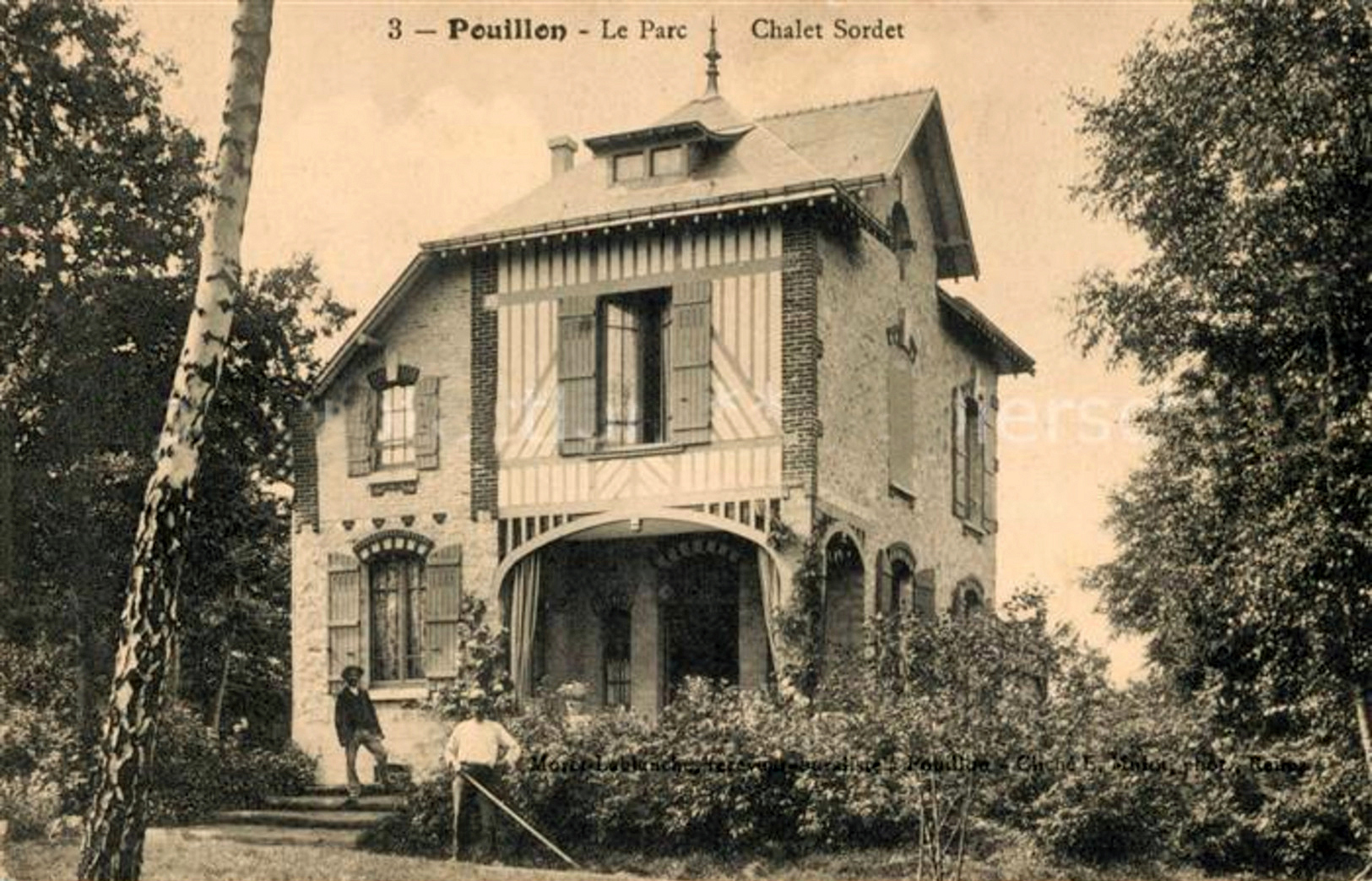
Château Sordet.
- Source de Bidas : cette source aux vertus médicinales se trouve sur la route de Mimbaste. À l'origine, c'est une source à 19° d'un débit journalier de 90 000 litres. Au XVIIe siècle, le comte de Luppé puisa une bouteille à la source et l'offrit au Roi Soleil qui fut conquis par les vertus de cette eau. En 1906, une tentative d'exploitation de la source, autorisée par l'Académie de médecine, vit le jour. On procéda même à l'embouteillage de l'eau afin de la commercialiser. Cependant cette entreprise se solda par un échec.
- Église Saint-Martin de Pouillon[33]: bâtie au XIe siècle, l'église est à l'origine de style roman : une inscription gravée sur un mur intérieur de l'abside centrale indique la date de consécration (1045). Lors de l'occupation anglaise, elle fut fortifiée comme l'attestent les meurtrières arbalétrières et créneaux visibles dans l'abside. Les nefs ont sans doute été reconstruites dans le style gothique aux XVe et XVIe siècles à la suite de l'incendie qui la ravagea lors des guerres de Religion (1569). L'autel en marbre est l'œuvre des frères Mazzetti et date du XVIIIe siècle. Les vitraux modernes ont été réalisés par un maître verrier de Tarbes, M. Letienne, sur des cartons de Mme Blanc-Subes. Ils sont l'illustration des béatitudes évangéliques et donnent à tout l'édifice un chatoiement de couleurs magnifique et lumineux. L'église est inscrite Monument historique le 23 décembre 1996[34].
- Chapelle de Benarrucq : la chapelle a été bâtie par l'abbé Forsans il y quelque 130 ans. Située au sommet d'un promontoire et édifiée sur un site préhistorique, elle offrit une halte aux pèlerins de Saint-Jacques-de-Compostelle.
- Les moulins : le réseau hydrographique local explique qu'en 1830, 21 moulins étaient en activité, en 1900 il en restait 11. Il n'y avait à Pouillon que des moulins à farine dont un seul moulin à vent. Certains d'entre eux sont aujourd'hui rénovés et habités.

### Personnalités liées à la commune
- Anthony Bouthier, joueur international de rugby à XV, natif de Pouillon.
- Antoine-Marie Cazaux (Pouillon 13 juin 1897 - Luçon -Vendée- 1er juillet 1975).  Évêque de Luçon de 1941 à 1967. A joué un rôle décisif dans l'élaboration de la loi Barangé en 1951.
- Jean-Pierre Bastiat, joueur international de rugby à XV, natif de Pouillon.
- Mathieu Dourthe, joueur de rugby de rugby à XV.
- Jules Dubecq, joueur de rugby de rugby à XV.

### Héraldique
| Blason de Pouillon | Blason  | D'argent à un chêne terrassé de sinople.         |
| Blason de Pouillon | Détails | Le statut officiel du blason reste à déterminer. |